# Championnats du monde de tir 1958
Navigation
Édition précédente Édition suivante
Les championnats du monde de tir 1958, trente-septième édition des championnats du monde de tir, ont eu lieu à Moscou, en Union soviétique, en 1958.